# Одињон
Одињон (фр. Audignon) насеље је и општина у југозападној Француској у региону Аквитанија, у департману Ланд која припада префектури Мон де Марсан.
По подацима из 2011. године у општини је живело 370 становника, а густина насељености је износила 39,74 становника/km². Општина се простире на површини од 9,31 km². Налази се на средњој надморској висини од 56 метара (максималној 116 m, а минималној 37 m).

## Демографија
| 1962. | 1968. | 1975. | 1982. | 1990. | 1999. | 2011. |
| ----- | ----- | ----- | ----- | ----- | ----- | ----- |
| 329   | 333   | 289   | 294   | 318   | 328   | 370   |

График промене броја становника у току последњих година